# Jacob Fokkema
Jacob Fokkema (21 januari 1948, Leeuwarden) is een Nederlands geofysicus en voormalig rector magnificus aan de Technische Universiteit Delft. Fokkema verricht onder andere onderzoek naar seismische golven.

## Levensloop
Fokkema studeerde in 1976 af als elektrotechnisch ingenieur. Drie jaar later promoveerde hij onder A.T. de Hoop aan de Technische Hogeschool Delft, waarna hij daar als wetenschappelijk medewerker aan de slag ging. Later maakte hij de overstap naar de Stanford-universiteit en is hij gasthoogleraar geweest in Brazilië. Hij keerde in 1982 naar Nederland terug om onder hoogleraar technische geofysica prof.dr. Ziolkowski aan de Technische Universiteit in Delft te gaan werken. Fokkema werd in 1993 benoemd tot hoogleraar technische geofysica en in 2001 tot bijzonder hoogleraar toegepaste geofysica aan de Vrije Universiteit Amsterdam. Het jaar erop werd hij benoemd tot rector magnificus aan de Technische Universiteit Delft, een functie die hij tot 2010 zou vervullen.
Hij werd vanwege zijn grote bijdragen aan het wetenschappelijk onderwijs en onderzoek in 2008 tot officier in de Orde van Oranje-Nassau benoemd. Hij ging in 2013 met emeritaat. Na zijn emeritaat is hij doorgegaan met onderzoek en het vervullen van diverse nevenfuncties. Een van die nevenfuncties is het voorzitterschap van gebiedsbestuur aard- en levenswetenschappen van NWO, een functie die hij in 2010 op zich nam.

## Publicaties (selectie)
door Fokkema
- A Abubakar, PM vd Berg en JT Fokkema. Multiplicative regularization for contrast profile inversion, 2003. Delft
- A Abubakar, PM vd Berg en JT Fokkema. A feasibility study on nonlinear inversion of time-lapse seismic data, 2001. Delft
- JT Fokkema. Een aardig perspectief, 1994.
- PM vd Berg en JT Fokkema. Seismic applications of acoustic reciprocity, 1993.
- JT Fokkema. Reflection and transmission of time-harmonic elastic waves by the periodic interface between two elastic media, 1979. proefschrift

over Fokkema
- samengesteld door Verstegen & Stigter culturele projecten. Jacobs schrijversvrienden, 2010. Delft

## Websites
- Universiteit Utrecht. Prof.dr.ir. Jacob Fokkema.
- TU Delft Delta. Jacob Fokkema, 30 september 2013.
- JT Fokkema voor de TU Delft. The world according to Fokkema. weblog, laatst 8 januari 2010

- Bibliothèque nationale de France: cb12409421c (data)
- International Standard Name Identifier: 0000 0000 8093 9544
- Library of Congress Control Number: n92113499
- Mathematics Genealogy Project: 118247
- NARCIS: PRS1236547
- Nationale Bibliotheek van Israël: 987007378825705171
- Nederlandse Thesaurus van Auteursnamen: 068410018
- Système universitaire de documentation: 176486712
- Virtual International Authority File: 14858556
- WorldCat: E39PBJt3XxKB3yQffVBYhVkhpP